# La Hoguette
La Hoguette – miejscowość i gmina we Francji, w regionie Normandia, w departamencie Calvados.
Według danych na rok 1990 gminę zamieszkiwały 532 osoby, a gęstość zaludnienia wynosiła 22 osoby/km² (wśród 1815 gmin Dolnej Normandii La Hoguette plasuje się na 417. miejscu pod względem liczby ludności, natomiast pod względem powierzchni na miejscu 67.).